# Croton repens
Croton repens är en törelväxtart som beskrevs av Diederich Franz Leonhard von Schlechtendal. Croton repens ingår i släktet Croton och familjen törelväxter. Inga underarter finns listade i Catalogue of Life.